# 望月湖街道
望月湖街道是湖南省长沙市岳麓区下辖街道之一，属岳麓区面积最小的街道乡镇。地缘上，望月湖街道处岳麓山中部偏东，北与银盆岭街道接壤，西连西湖街道，南界桔子洲街道，东临湘江。望月湖街道属于1980年代建成的老城区，街道总面积1.57平方公里。街道下辖9个社区，总人口32,240人（2000年）。長沙著名的中學麓山國際實驗學校即駐紮在此。

## 区划
望月湖街道下辖以下地区：
湖东社区、湖中社区、溁湾镇社区、窑坡山社区、溁龙社区、岳龙社区、溁华社区、湘陵社区和中南社区。